# ЛВС-93
ЛВС-93 (71-139) — опытный восьмиосный трёхсекционный сочлененный трамвайный вагон. Два экземпляра построено на Петербургском трамвайно-механическом заводе в 1993—1994 годах (отсюда индекс 93 в названии вагона).

## Технические подробности

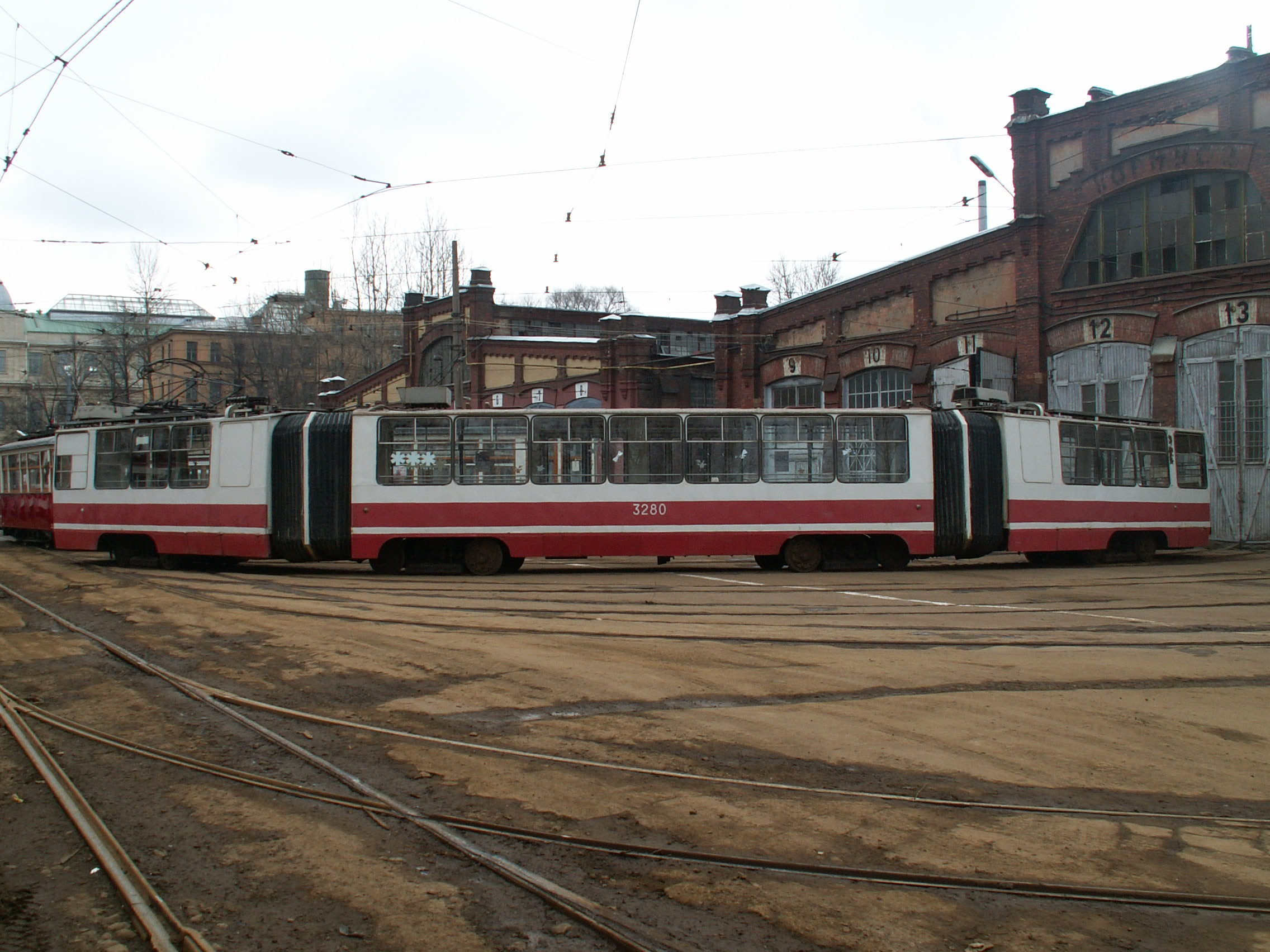
Трамвайный вагон ЛВС-93 №3280 на 13 пути трамвайного парка № 2 (им. Леонова).

ЛВС-93 — высокопольный сочлененный восьмиосный трамвайный вагон колеи 1524 мм. Кузов состоит из трёх секций, связанных через узлы сочленения. Первая и третья секции короче второй, опираются на одну тележку и узел сочленения, а центральная секция длиннее и опирается на две тележки — это основное отличие от его собрата ЛВС-89. Двери ширмовые, по две в каждой секции, первая дверь первой секции ведёт только в кабину. Крайние тележки — моторные. Система управления тиристорно-импульсная, работа по СМЕ не предусмотрена.
Из-за своих особенностей (переднюю и заднюю секцию в кривой выносит в обратную сторону за пределы стандартного габарита) не вписывается в некоторые ворота цехов трамвайных парков № 2 и 3

## Модификации
- ЛВС-8-2-93 Двукабинный, двусторонний вагон с ТИСУ ДИНАС-308Т. Находился в Волгограде под № 5835. На нём изначально стояли два полупантографа. Списан. Порезан в начале 2009 года[1].
- ЛВС-8-1-93 Однокабинный, односторонний вагон с ТИСУ КИ-3103. Находится в Музее городского электротранспорта в Ленинграде под №3280[2].